# Dipsas pratti
Espèce
Statut de conservation UICN

 LC  : Préoccupation mineure
Synonymes
- Leptognathus pratti Boulenger, 1897
- Leptognathus triseriatus Cope, 1899
- Leptognathus nigriceps Werner, 1916
- Dipsas niceforoi Prado, 1940
- Dipsas tolimensis Prado, 1941

Dipsas pratti  est une espèce de serpents de la famille des Dipsadidae.

## Répartition
Cette espèce se rencontre  en Colombie dans les départements d'Antioquia, de Santander et de Bolívar et au Venezuela dans l'État de Zulia.

## Étymologie
Cette espèce est nommée en l'honneur d'Antwerp Edgar Pratt.

## Publication originale
- Boulenger, 1897 : Description of a new snake from the Andes of Colombia. Annals and Magazine of Natural History, sér. 6, vol. 20, p. 523 (texte intégral).